# Stellaria (gastrópode)
Stellaria é um gênero de moluscos gastrópodes marinhos pertencente à família Xenophoridae. Foi classificado por Hans Peter Christian Möller, em 1832, no texto "Übersicht des Herzogl., sonst Schmidtischen Conchylien-Cabinets, im Kunst- und Naturalien-Cabinet zu Gotha"; publicado em Isis von Oken. 1832(2), páginas 127-136; com Stellaria solaris (Linnaeus, 1764) sendo a espécie-tipo, nomeada Trochus solaris. Sua distribuição geográfica abrange os mares tropicais, entre o mar Vermelho, sul da África e o Indo-Pacífico.

## Descrição
No passado o gênero Stellaria servia apenas para descrever a espécie Stellaria solaris (Linnaeus, 1764), do Indo-Pacífico, caracterizada por conchas com expansões planas, rombudas e de disposição radial, que ficam impressas nas voltas anteriores, como cicatrizes. Geralmente suas outras espécies são dotadas de umbílico, assim como solaris, e aderem pequenas pedras ou grãos de areia, raramente outras conchas de gastrópodes, com solaris levando poucos ou nenhum objeto, às suas primeiras voltas, geralmente deixando as últimas sem objetos.

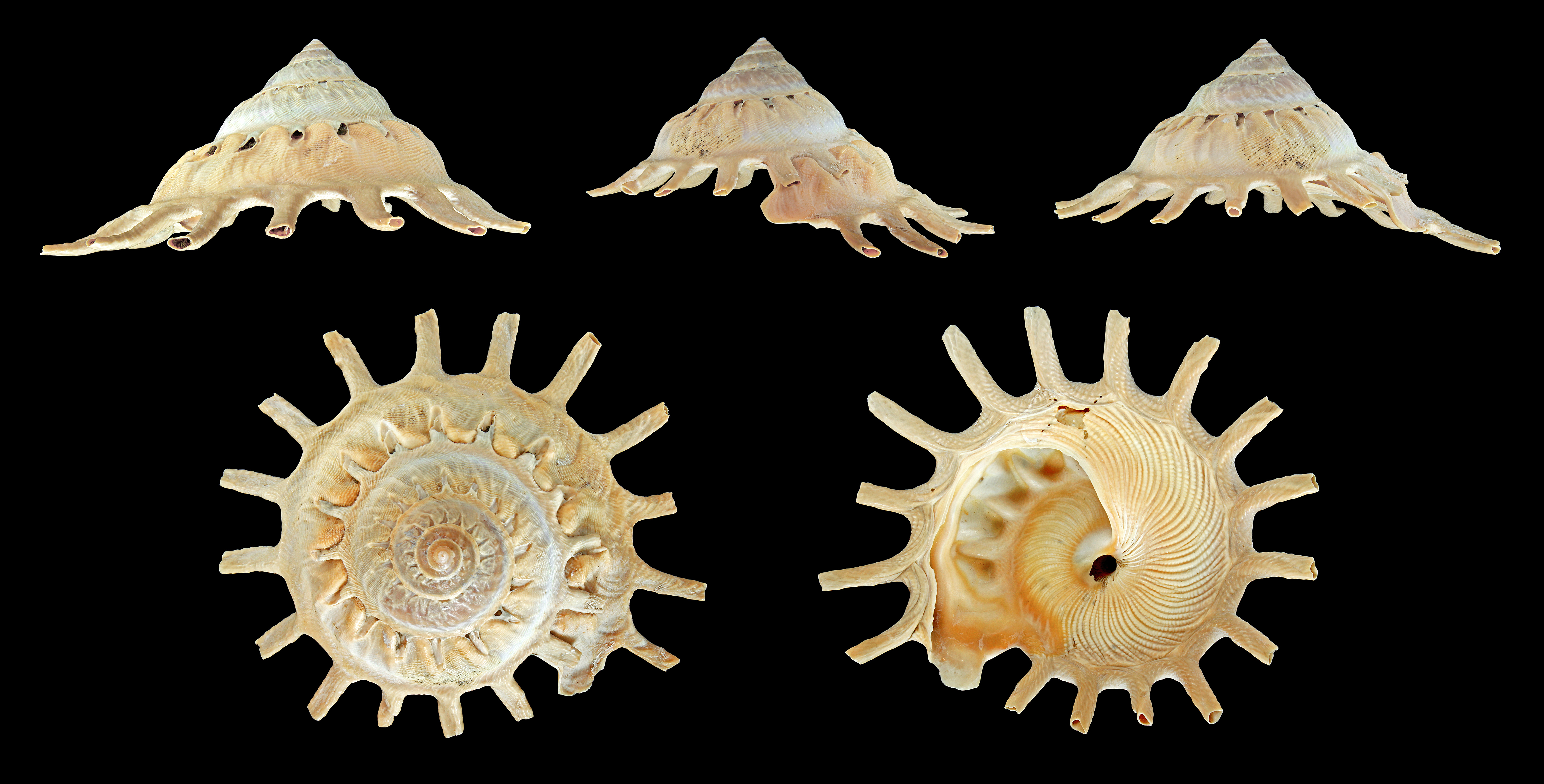
Cinco vistas da concha de Stellaria solaris (Linnaeus, 1764)[1], do Indo-Pacífico.

## Espécies deStellaria
Stellaria chinensis (Philippi, 1841)
Stellaria gigantea (Schepman, 1909)
Stellaria lamberti (Souverbie, 1871)
Stellaria solaris (Linnaeus, 1764)
Stellaria testigera (Bronn, 1831)

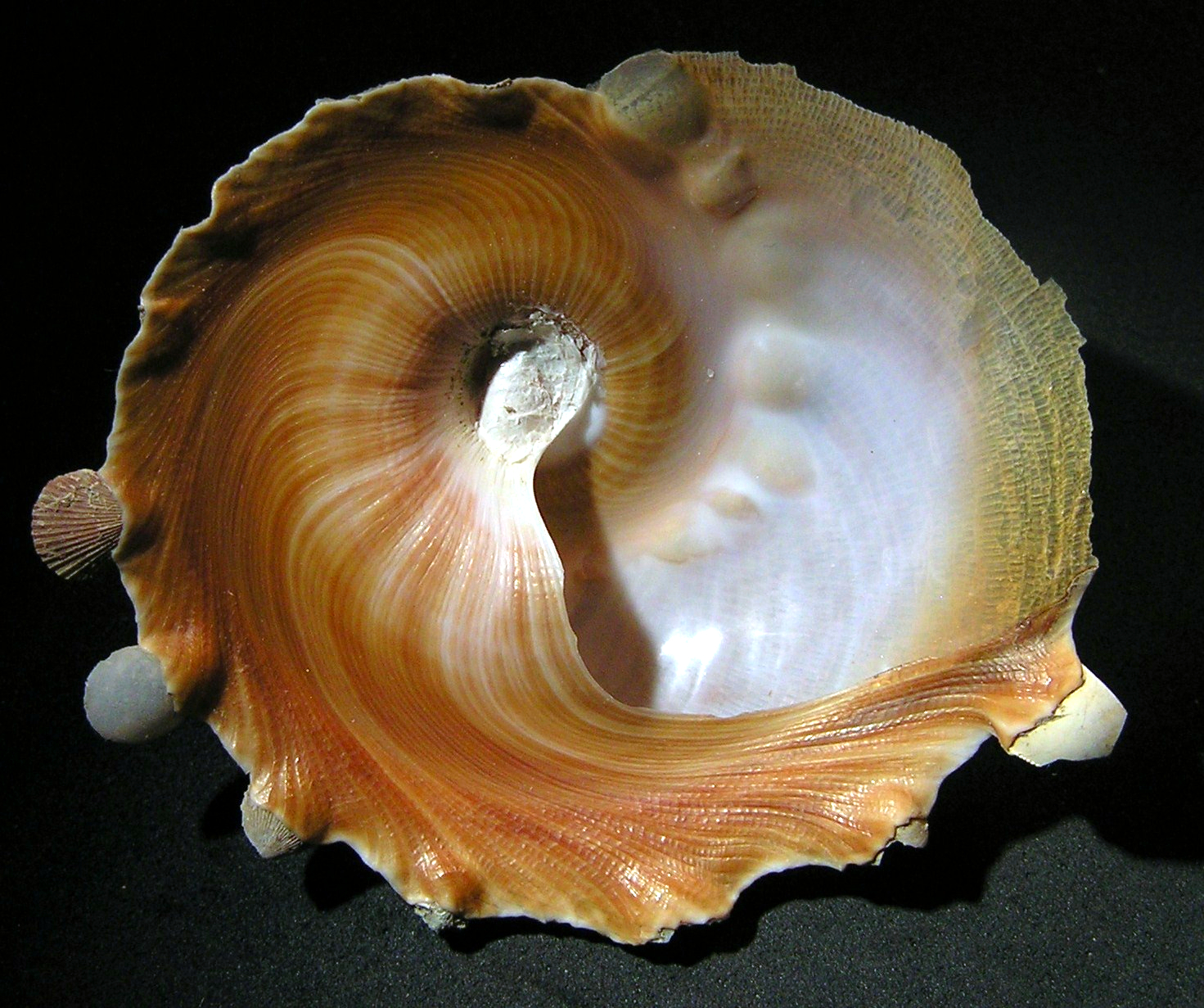
Uma concha de Stellaria chinensis (Philippi, 1841)[1] em vista inferior; coletada nas Filipinas.